# À Beira do Abismo (1946)
The Big Sleep (bra/prt: À Beira do Abismo) é um filme estadunidense de 1946, do gênero suspense, realizado por Howard Hawks para a Warner Brothers, com roteiro de William Faulkner, Leigh Brackett e Jules Furthman baseado no romance The Big Sleep, de Raymond Chandler.

## Sinopse
O detective particular, Philip Marlowe, é contratado por Sternwood, um homem milionário que diz que está a ser chantageado de novo, pois há dois anos pagou cinco mil dólares para que Joe Brody deixasse Carmen, a sua filha mais nova, em paz.
Agora Arthur Gwynn Geiger quer receber milhares dólares, que acumularam de dívidas de jogo de Carmen. Philip aconselha-o que a dívida seja paga, pois Carmen assinou documentos, mas Sternwood quer ver-se livre de Geiger e diz para Marlowe tratar desse assunto. Antes de sair da mansão, Vivian, a filha mais velha de Sternwood, fala com Marlowe e diz-lhe para encontrar Shawn Regan, um amigo de Sternwood, que desapareceu. Marlowe segue Geiger até á casa dele e fica a vigiar.
Subitamente ouve um tiro e vê um carro em fuga. Marlowe constata que Geiger foi assassinado e ao lado dele está Carmen, que não percebe o que está a acontecer, pois está sob o efeito de drogas. Ele leva-a para casa e deixa Carmen aos cuidados de Vivian, arranjando uma desculpa para dizer a Vivian que, para todos os efeitos, Carmen ficou ali a noite inteira. Mas era a primeira de várias mortes que se iriam seguir.

## Elenco
| Ator / Atriz     | Personagem                    |
| ---------------- | ----------------------------- |
| Humphrey Bogart  | Philip Marlowe                |
| Lauren Bacall    | Vivian Sternwood Rutledge     |
| John Ridgely     | Eddie Mars                    |
| Martha Vickers   | Carmen Sternwood              |
| Dorothy Malone   | proprietária da livraria Acme |
| Peggy Knudsen    | Mona Mars                     |
| Regis Toomey     | Inspetor Chefe Bernie Ohls    |
| Charles Waldron  | General Sternwood             |
| Charles D. Brown | Norris                        |
| Bob Steele       | Lash Canino                   |
| Elisha Cook, Jr. | Harry Jones                   |
| Louis Jean Heydt | Joe Brody                     |